# Alchemilla glandulosa
Alchemilla glandulosa é uma espécie de rosácea do gênero Alchemilla, pertencente à família Rosaceae.